# Fósiles de La Rioja

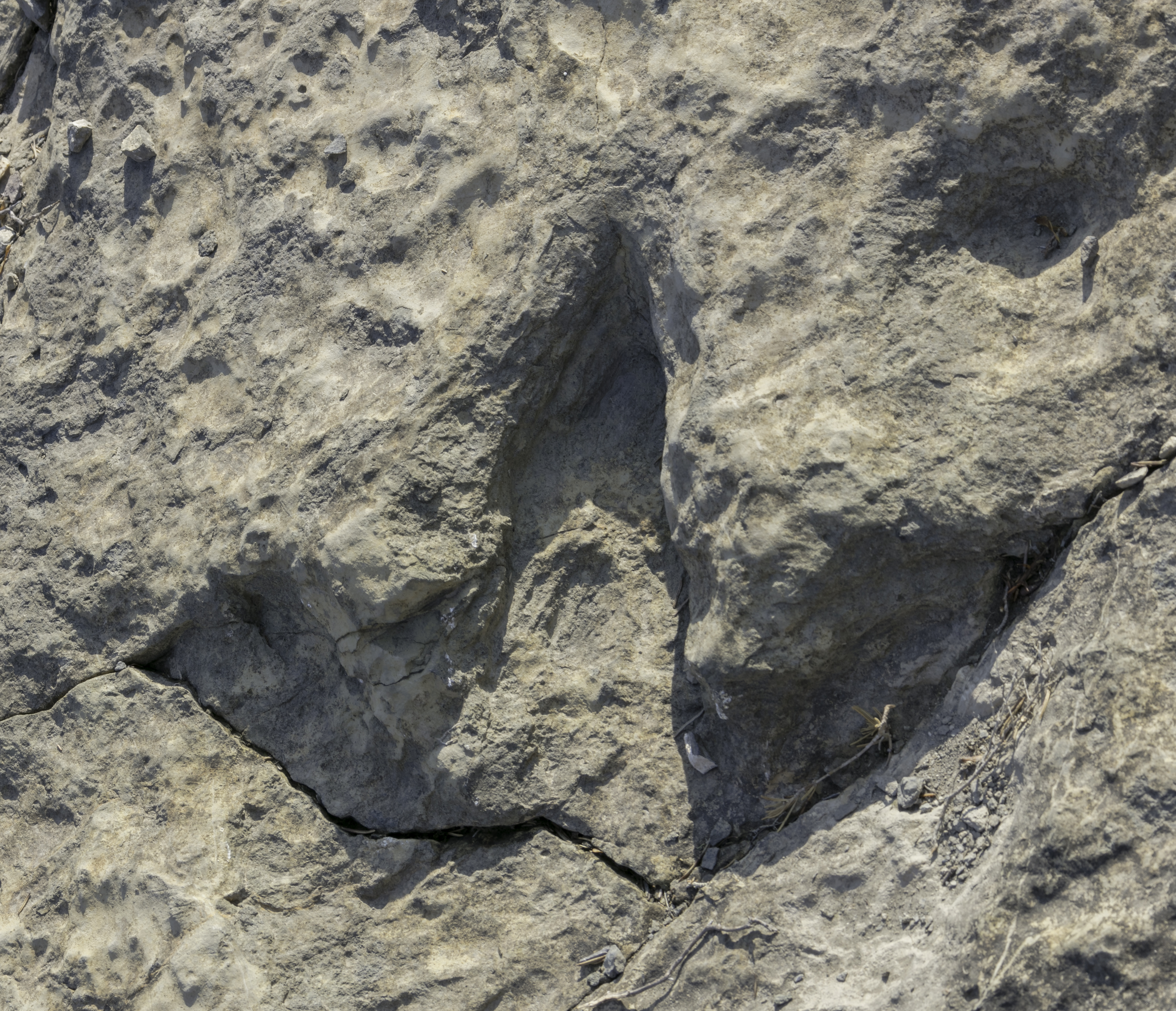
Yacimiento de las Navillas, Cervera del Río Alhama.

En La Rioja (España) son muchos los fósiles que afloran en la actualidad. Destacan por su número y conservación los yacimientos de icnitas (pisadas fósiles) de dinosaurio haciéndolo, según los expertos, uno de los territorios paleontológicos más importante del mundo.
Según Julio Martínez Flórez sólo se ha descubierto el diez por ciento de la riqueza paleontológica de la comunidad.

## Fósiles por periodo
Fósiles más comunes por periodo:
- Paleozoico: trilobites (y sus pistas, las crucianas), bivalvos, crinoides, foraminíferos, plantas.
- Mesozoico
  - Triásico: bivalvos
  - Jurásico: ammonites, belemnites, braquiópodos, lamelibranquios, esponjas, corales, erizos.
  - Cretácico
    - En la Cordillera Ibérica: carofitas, ostrácodos, peces de agua dulce, bivalvos, gasterópodos, huellas y huesos de vertebrados terrestres, plantas.
    - En la Cordillera Cantábrica: ammonites, belemnites, erizos, corales, bivalvos.
- Cenozoico:
  - Terciario: huesos y restos de vertebrados terrestres, gasterópodos.
  - Cuaternario: huesos y huellas de vertebrados terrestres, plantas, bivalvos, gasterópodos.

## Paleozoico

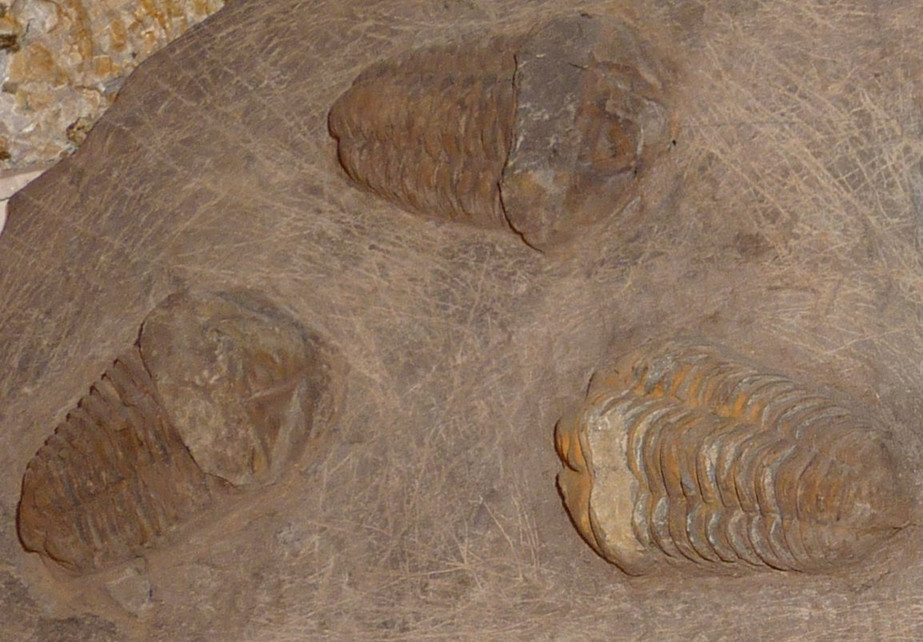
Trilobites.

En La Rioja se encontraron por primera vez dos nuevas especies de trilobites: Riojaia perezi y Urbionia felixi.

## Mesozoico

### Arcosaurios
Los Arcosaurios son un gran grupo de reptiles entre los que se encuentran dinosaurios, pterosaurios, cocodrilos.
Aunque se sabe de su existencia en toda la era Mesozoica, en La Rioja solo vivieron durante el periodo Cretácico inferior, hace aproximadamente entre 110 y 130 millones de años. Esto se debe a que durante el Triásico superior las condiciones en La Rioja no fueron las más adecuadas para que quedasen restos fósiles, ya que el clima era seco y árido, haciéndolo inadecuado para los dinosaurios, además de que los sedimentos de esa época eran arcillas versicolores muy plásticas y yeso, siendo estos impropios para la conservación de fósiles debido a que durante la formación de las montañas se movieron, estiraron y comprimieron como masas de plastilina blanda. Tampoco era posible la vida de dinosaurios durante el Jurásico, debido a que el territorio se encontraba bajo el mar.
En la región geológica de Cameros existía una laguna que se desecaba periódicamente, quedando las huellas marcadas en el barro de sus orillas. Este barro en algunos casos endureció con el paso de tiempo, se cubrió de otros sedimentos que con su peso compactaron las capas inferiores formando rocas. Posteriores erosiones del terreno dejaron al descubierto estas masas rocosas con las icnitas bien formadas.

#### Restos óseos

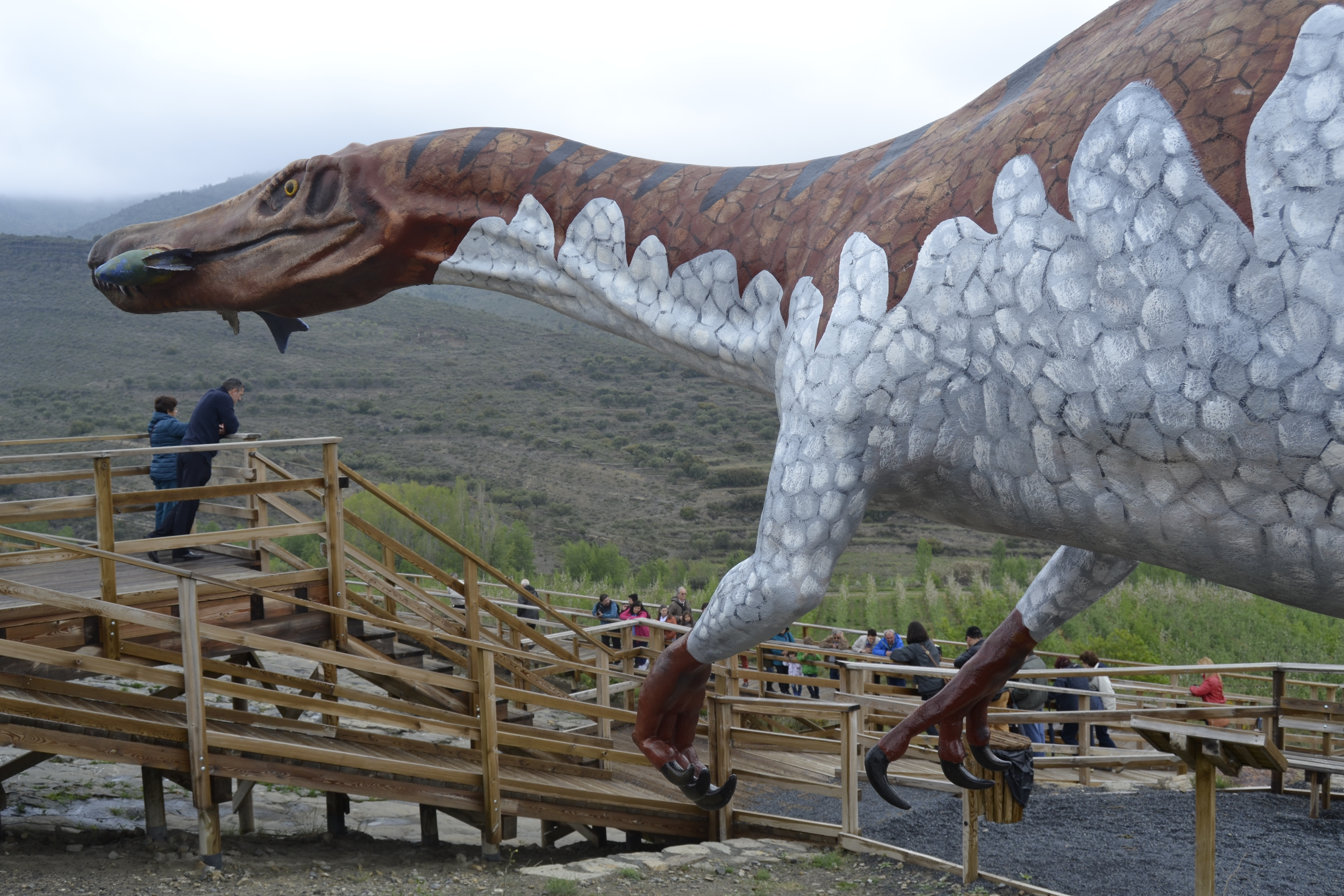
Modelo de Baryonyx en los yacimientos de Igea.

Existen varios puntos en los que se han encontrado huesos fósiles reconocibles:
- Jalón de Cameros: diente de espinosáurido[5] y trozos de vértebra de ornitópodo, posiblemente iguanodóntido.[5]
- Igea:
  - Baryonyx: en Igea se han encontrado los restos de una extremidad posterior de unos 2,30 metros. Cuenta con una perfecta conexión anatómica: fémur, tibia, peroné, metatarsos, falanges y una de las garras. Corresponde a un ejemplar de unos tres metros de altura y diez de longitud. Este hallazgo ayudó a completar el esqueleto de un espécimen encontrado en Inglaterra.[1]
  - Hypsilophodon
  - Restos de espinosáurido[5] y de pequeños ornitópodos del tipo Hypsilophodontia.[5]
  - Lepidosaurio: similar a un lagarto, se encontró una mandíbula de unos centímetros en el yacimiento de La Era del Peladillo.[6]
- Préjano:
  - Prejanopterus curvirrostra: especie de pterosaurio desconocida hasta el momento. Fue un reptil volador de unos 3 m con pico curvado.
  - Plesiosaurio: se encontró una mandíbula de algo más de 10 cm en la denominada Fábrica de Marín. Es muy extraño puesto que este animal habitualmente vivía en el mar.[6]
- San Román de Cameros: en el término de La Aguzadera, cercano a la aldea de Vadillos, se encontró un cráneo prácticamente completo de un cocodrilo (Goniopholis sp.).[7]
- Soto en Cameros:
- Cabezón de Cameros: cráneo de un cocodrilo
- Trevijano: dientes posiblemente de grandes carnosaurios[5] y un yacimiento de cáscaras de huevo de dinosaurio.[5]

#### Icnitas

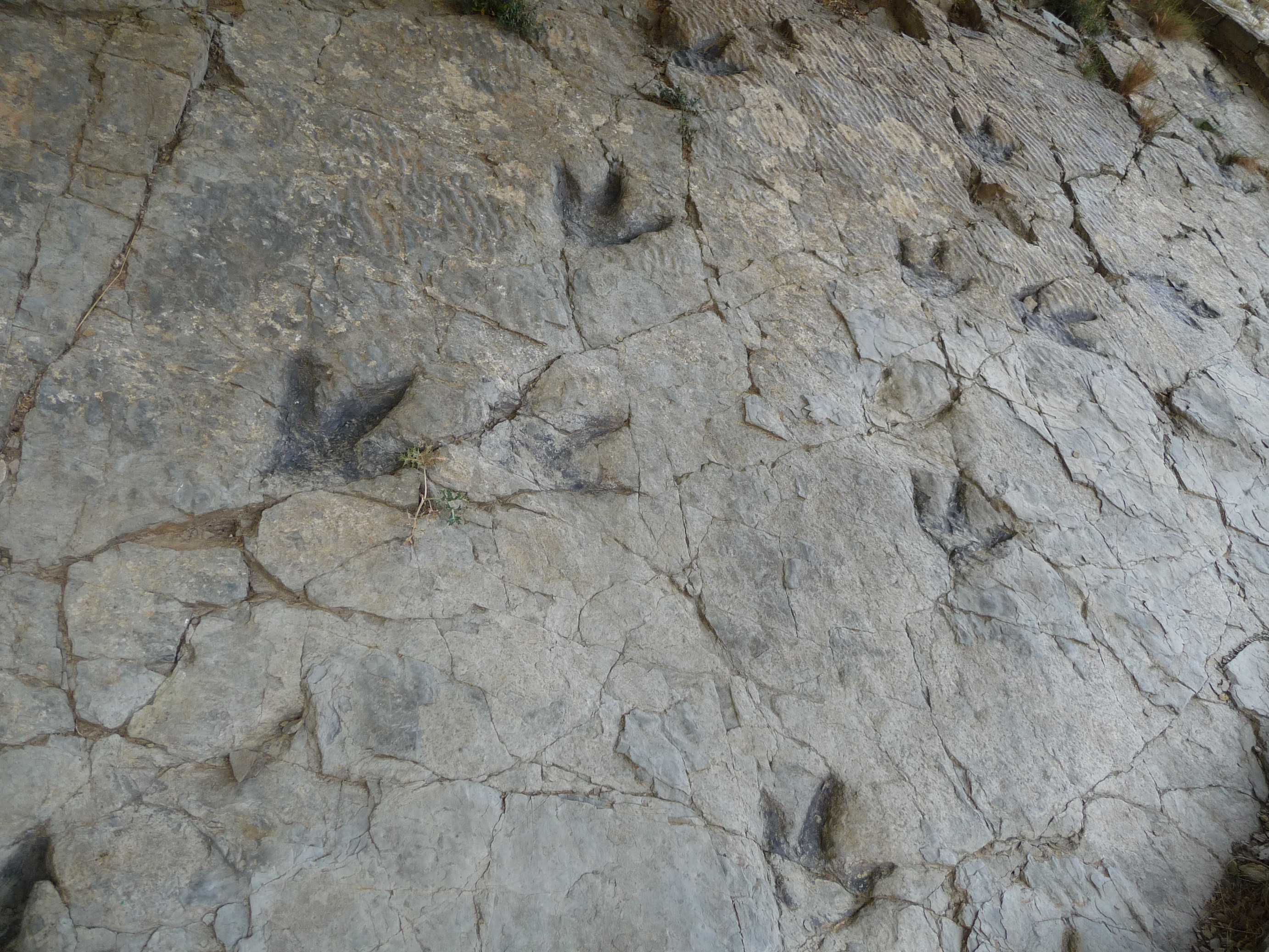
Icnitas de un carnívoro en el yacimiento de Los Cayos de Cornago. Se aprecian "dunas" simétricas fosilizadas producidas a orillas de un lago.

La primera comunicación documentada de la existencia de icnitas en la por entonces Provincia de Logroño apareció en 1971, en un acta realizada por Mª Lourdes Casanovas Cladellas y José-Vicente Santafé Llopis basada en el estudio de los yacimientos de El Villar y La cuesta de Andorra próximos a Navalsaz. Desde entonces se han encontrado más de 110 yacimientos repartidos en 21 municipios (Ajamil de Cameros, Cabezón de Cameros, Hornillos de Cameros, Laguna de Cameros, Muro en Cameros, Robres del Castillo, Santa Engracia de Jubera, Terroba, Soto en Cameros, Aldeanueva de Cameros, Arnedillo, Enciso, Munilla, Préjano, Aguilar del Río Alhama, Cornago, Igea, Jalón de Cameros, Navajún, San Román de Cameros y Muro de Aguas). El número de icnitas clasificadas es mayor a nueve mil.
Las más antiguas encontradas en La Rioja aparecieron en el yacimiento de La virgen del prado en Aguilar del Río Alhama.
Por las icnitas de dinosaurio no se puede deducir con exactitud la especie que las marcó, por ello se clasifican en icnotaxones. En La Rioja han aparecido dos tipos de icnitas no encontradas antes en el mundo, por lo que se han definido sus correspondientes icnotaxones bautizados como:
- Hadrosaurichnoides igeensis: encontradas en el sector uno del yacimiento La era del peladillo de Igea, pertenecientes a dinosaurios herbívoros bípedos con una membrana entre los dedos.[10] Posteriormente se encontraron otras del mismo tipo en el yacimiento de San Martín 1 en Santa Engracia de Jubera.[11]
- Theroplantigrada encisensis: encontradas en el afloramiento Icnitas 4 del yacimiento El Villar-Poyales de Enciso, pertenecientes a un rastro de veinte huellas de un carnívoro semi-plantígrado de tres dedos con membranas entre ellos y espolón.[12]

El yacimiento de La Rioja que cuenta con mayor número de icnitas contabilizadas es el de La era del peladillo en Igea. Contiene 1766 huellas de dinosaurio, haciéndolo el primer yacimiento de Europa y el tercero del mundo en cuanto a número de huellas.
El conjunto de los yacimientos está declarado como «Lugar de interés geológico español de relevancia internacional» (Geosite) por el Instituto Geológico y Minero de España, con la denominación «FC001: Icnitas de dinosaurio de Cameros», dentro de la categoría «fósiles e icnofósiles del Cretácico Inferior de la península ibérica», aunque varios yacimientos tienen identificador propio de segundo nivel.

##### Yacimientos con elementos poco usuales
Aunque se desconocía que los dinosaurios pudieran nadar, en La Rioja se han encontrado varias huellas que demuestran que eran capaces de hacerlo. Así en el sector 4 de El Villar-Poyales se ven las huellas de un dinosaurio que se habría introducido en el agua, dejando de hacer pie y en el yacimiento de la Virgen del Campo, 12 huellas consecutivas que forman un rastro de 14 m, serían arañazos dejados por un terápodo no volador rozando el fondo de la laguna mientras nadaba.
En San Vicente de Robres se han encontrado rastros fósiles de forma sinusoidal pertenecientes a peces, probablemente Picnodóntidos, de una talla comprendida entre 25 y 40 centímetros. Estas habrían sido dejadas por el contacto de la aleta anal en los sedimentos mientras se desplazaban moviendo la aleta caudal y la parte trasera del cuerpo. Su importancia se basa en que son los segundos encontrados en todo el mundo de peces de ese periodo (las primeras se encontraron en fondos lacustres en Cuenca) y las primeras en fondos fluviales.
En Peñaportillo (Munilla) se aprecian marcas de la cola rozando contra el suelo al desplazarse en un rastro de siete huellas grandes de un herbívoro (probablemente un Stegosaurus). En el sector B del yacimiento de Los cayos en Cornago se aprecian surcos sinusoidales producidos por el arrastre de la cola en dos rastros de carnívoros. Son de los pocos yacimientos de España en los que se aprecian este tipo de señales.
La primera aparición en La Rioja de icnitas de herbívoros donde se apreciasen las uñas fue en el yacimiento Las navillas de Cervera del Río Alhama.
En La cuesta de Andorra de Enciso aparece un rastro de unos 30 m de longitud con 21 grandes huellas de un herbívoro que caminaba zambo, con la punta del pie hacia dentro. Se desplazaría entre 2 y 4,5 km/h con pequeños resbalones y la altura de la pata sería de 2,3 m.
En Valdecevillo también en Enciso, se ha encontrado lo que posiblemente sea una pareja de herbívoros (clasificados en el género Iguanodon) caminando junto a su cría.

##### Otros yacimientos destacados
El rastro más largo encontrado en La Rioja consta de 40 huellas. Se encontró en el yacimiento de La Pellejera en Hornillos de Cameros. El más largo de un herbívoro apareció en el yacimiento de La Canal (Munilla), con un rastro de 27 m y 31 pisadas grandes de un animal que caminaba a dos patas. En parte de este rastro se observa que los pasos derecho-izquierdo son siempre mayores que los contrarios. Esta anomalía indica que cojeaba ligeramente. En un rastro del yacimiento de Valdeté en Préjano, también se aprecia cojera.
Las huellas de mayor tamaño de un carnívoro (Terópodo) se han encontrado en el yacimiento Camino a Treguajantes de Terroba con 70 cm de largo y 55 de ancho y las más pequeñas de 8 cm en el afloramiento Icnitas 3 del yacimiento El Villar-Poyales de Enciso, pertenecientes a un rastro de cinco pequeñas huellas de un animal que se estima mediría menos de 75 cm.
Las huellas de mayor tamaño de un herbívoro (ornitópodo) se han encontrado en el yacimiento de Navalsaz, municipio de Enciso. Mide 75 cm y se estima que el animal que la dejó tendría una altura de pata de unos 4,25 m. La más pequeña, de 8 cm, se ha encontrado en el sector 5 de La Era del Peladillo.
Los rastros en los que el animal avanzaba más rápido se encuentran en el yacimiento Soto 1 de Soto en Cameros del que se estima que se desplazaba a 17 km/h. En Soto 2 se encontró la primera manada de herbívoros que caminaban a cuatro patas (saurópodos).

##### Patrimonio de la Humanidad
El Gobierno de La Rioja comenzó a promocionar en 1997 junto con las comunidades autónomas de Aragón, Asturias, Castilla y León, Comunidad Valenciana y Cataluña, la candidatura a Patrimonio de la Humanidad de las huellas de dinosaurio de la península ibérica, presentando 35 yacimientos, 13 de los cuales pertenecen a La Rioja. Fue remitido por primera vez a la Unesco en 2004 y esta en 2006 planteó la conveniencia de incluir cinco yacimientos de Portugal al aludir el expediente a la península ibérica. En enero de 2008 se presentó la candidatura conjunta, pero la Unesco indicó que la documentación portuguesa debía ser mejorada.
El Consejo del Patrimonio Histórico anunció en noviembre de 2008 su elección como una de las dos candidaturas a Patrimonio Mundial que España junto con Portugal presentarán en 2009 en la categoría de patrimonio natural.

### Árboles y plantas

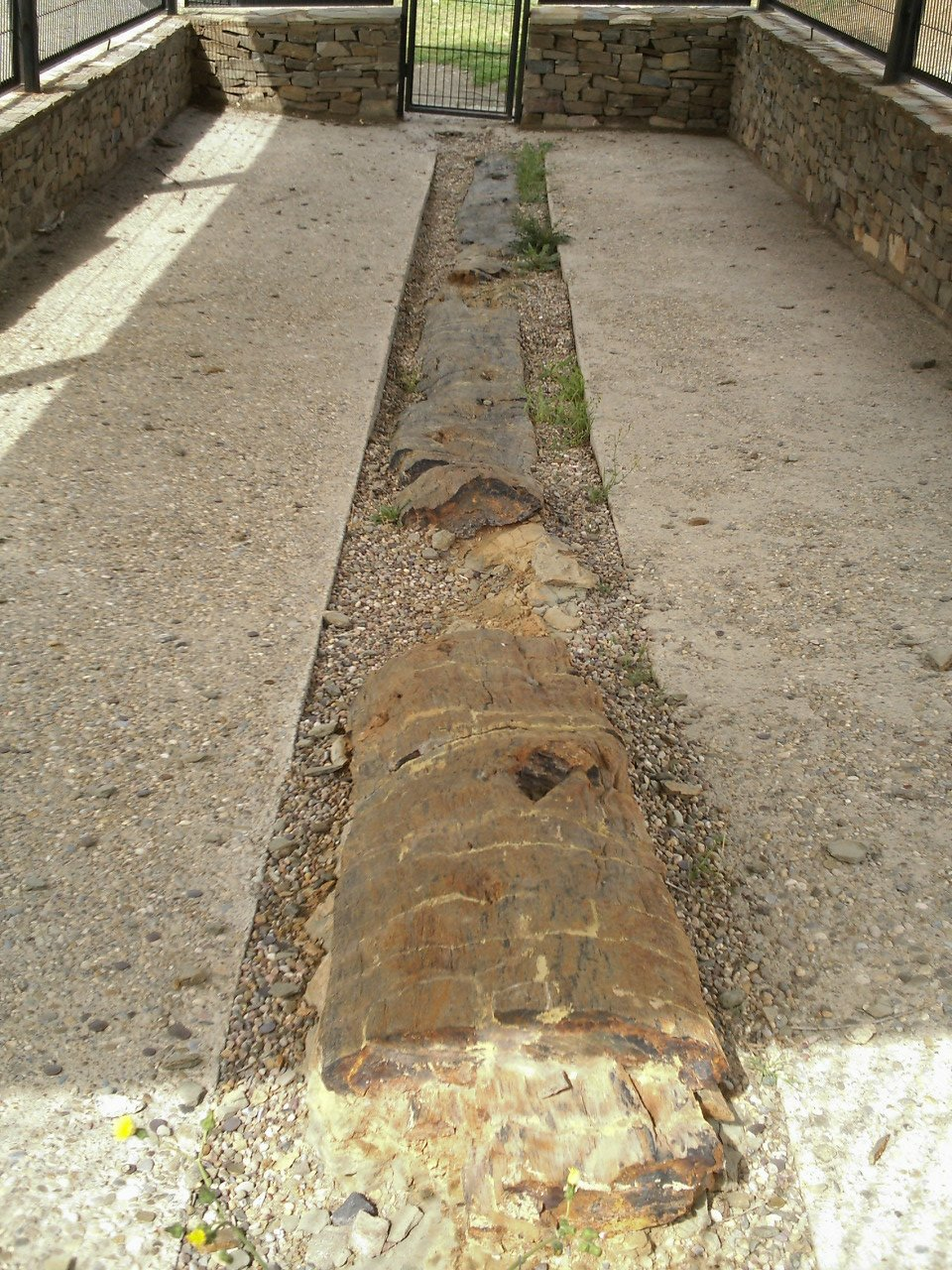
Dadoxilon riojense. Árbol fosilizado en Igea.

En Igea se ha encontrado un árbol fosilizado catalogado como una especie nueva con el nombre Dadoxilon riojense. Mide 10 metros. En su parte más ancha mide 40 cm reduciéndose en el otro extremo hasta los 20 cm. Además el afloramiento contiene restos de helechos arborescentes (Tempskya riojana Barale).

## Cenozoico

### Mamíferos
En la cueva de Peña Esquillas de Santa Engracia de Jubera el grupo espeleológico de Cameros encontró en los años 1980 media mandíbula de hiena manchada, variedad Speleaea; una hiena de las cavernas más grande que la actual. En el yacimiento han aparecido también restos de rinocerontes, de lobo y de otros grandes mamíferos. La cueva tiene una pequeña boca de entrada que da paso a una compleja red de galerías con una longitud de 2321 metros colmadas de sedimentos. Los restos proceden de arrastre de agua y de barro, por lo que no tienen una conexión entre ellos.
En unas cuevas de la zona de las Escalerillas en Torrecilla en Cameros se encontraron tres ejemplares de oso de las cavernas.

#### Roedores
Se han encontrado huesos de roedores descritos por primera vez en La Rioja. Estos son los lirones Ebromys autolensis y Ebromys bacchius.
Abundantes dientes de roedores aparecen en los yacimientos entre Autol y Bergasa asociados a sedimentos cíclicos con calizas y capas carbonosas y en Fuenmayor, en sedimentos arcillosos.

### Icnitas
En el municipio de Cenicero se han hallado más de cien icnitas de diferentes animales del Terciario, de unos 23 millones de antigüedad, que podrían confirmar que el valle del Ebro no era una zona árida en esa época, sino que habría zonas encharcadas. Previo a este descubrimiento solo se conocían en el valle del Ebro cuatro huellas de un carnívoro encontradas en Logroño.
Las icnitas se atribuyen a tres tipos de aves, un animal de dos dedos (artiodáctilo) y otro de un dedo de un pariente lejano del caballo (perisodáctilo). En la zona se han encontrado también restos fósiles de huevos, dientes de animales, huesos, plantas (algunas vainas de estas) y semillas, una de las cuales se asemeja a la de la vid.
Estos materiales se someterán a estudio para corroborar o descartar estas teorías iniciales, que de confirmarse podrían convertirlo en el principal yacimiento español de la época.

## Divulgación e investigación
En Cenicero se creó en 1994 el Aula Paleontológica para divulgar el mundo de la paleontología entre los más jóvenes. Con el tiempo empezaron a realizar excavaciones en busca de fósiles, con su posterior estudio y catalogación, realizando importantes descubrimientos, como icnitas del Terciario en el valle del Ebro.
En Enciso se encuentra un Centro Paleontológico, inaugurado el 4 de junio de 1997. Este alberga en sus instalaciones un centro de investigación científica de huellas de dinosaurios, además de un centro de interpretación para que los visitantes puedan conocer mediante paneles informativos, reproducciones a escala, fósiles y vídeos como se formaron las icnitas riojanas y a que animales pertenecen.
El 15 de mayo de 2005 se inauguró en Igea el Centro de Interpretación Paleontológica de La Rioja, ubicado en el edificio del Ayuntamiento. Cuenta con maquetas, audiovisuales, además del ejemplar fósil más completo de España, con 74 piezas óseas del Dinosaurio herbívoro "Hypsilophodon Foxii" y una mandíbula de Barionix.
El Gobierno de La Rioja ha colocado señalización turística en carreteras y rutas de varios yacimientos de fácil acceso, además de haber editado mapas y fichas explicativas de los mismos, para su visita e interpretación.

### Entretenimiento
En el verano de 2009 se abrió al público en la localidad de Enciso el parque Barranco Perdido de temática paleontológica.
La primera fase dispone de una playa cretácica que incluye piscinas públicas y entretenimientos acuáticos. Una segunda tematiza más el parque y añade nuevos juegos. Su motivación es que los visitantes puedan transformarse en paleontólogos, geólogos o arqueólogos y buscar restos, fósiles y restos óseos en una excavación abierta; identificar y clasificar diversos hallazgos o ayudar a reconstruir esqueletos.

### Campos de trabajo
El Gobierno de La Rioja organiza anualmente campos de trabajo para voluntarios con el objetivo de recuperación de icnitas. En el verano de 2009 podrán participar jóvenes españoles y extranjeros en los campos de Igea, Hornillos de Cameros y Enciso.
El programa de actividades se diseña a través de la Fundación Patrimonio Paleontológico de La Rioja y el Instituto Riojano de la Juventud y cuenta con charlas especializadas en materia de paleontología y trabajos teóricos y prácticos como limpieza, catalogación, clasificación y conservación de icnitas en los diferentes yacimientos.

## Curiosidades
Hace tiempo que pastores y labradores conocían lugares con icnitas, pero desconociendo qué las había originado. Las atribuían a animales conocidos de tamaños extraordinarios o los mezclaban con creencias populares. Así en algunos lugares decían que las huellas de terópodos las habían dejado gallinas gigantes, las de ornitópodos se las atribuían a leones, o de forma general al caballo de Santiago.
Aunque hay una familia de dinosaurios que lleva el topónimo de esta comunidad autónoma (Riojasauridae), el nombre realmente hace referencia a la provincia La Rioja de Argentina, donde se encontraron restos fósiles de una nueva especie denominada Riojasaurus.